# هشام فتح‌الله
هشام فتح‌الله (عربی: هشام فتح‌الله؛ زادهٔ ۱۱ فوریهٔ ۱۹۹۰) یک ورزشکار فوتبال اهل مصر است.